# Ba Football Club
Il Ba F.A. è una società calcistica figiana con sede nella città di Ba. Fondata nel 1935, veste il nero.
È la più prestigiosa società calcistica del paese dell'arcipelago dell'Oceania. Nel 2007 è stata una delle finaliste dell'OFC Champions League, la Coppa dei Campioni dell'Oceania, perdendo contro i neozelandesi del Waitakere United solo per effetto della regola dei gol in trasferta. 

## Palmarès

### Competizioni nazionali
- Campionati figiani: 21

1977, 1979, 1986, 1987, 1992, 1994, 1995, 1999, 2001, 2002, 2003, 2004, 2005, 2006, 2008, 2010, 2011, 2012, 2013, 2016, 2019
- Campionati interdistrettuali: 24

1961, 1963, 1966, 1967, 1968, 1970, 1975, 1976, 1977, 1978, 1979, 1980, 1982, 1986, 1991, 1996, 1997, 2000, 2003, 2004, 2006, 2007, 2013, 2015
- Battles of Giants: 14

1979, 1981, 1984, 1990, 1992, 1993, 1998, 1999, 2000, 2001, 2006, 2007, 2008, 2009
- Coppe figiane: 8

1991, 1997, 1998, 2004, 2005, 2006, 2007, 2010
- Champions vs. Champions: 20

1993, 1994, 1995, 1996, 1997, 1998, 1999, 2000, 2001, 2002, 2003, 2004, 2005, 2006, 2008, 2011, 2012, 2013, 2014, 2019

### Altri piazzamenti
- National Football League:

Secondo posto: 2014
- OFC Champions League:

Finalista: 2007
Semifinalista: 1987, 2008-2009, 2012-2013, 2013-2014, 2014-2015

### Performance nell'OFC Champions League
2007: finalista (sconfitto dal Waitakere United nella finale, 2-1 0-1)
2008: eliminato fase a gruppi
2009: eliminato fase a gruppi
2012: eliminato fase a gruppi
2013: semifinalista (eliminato dai neozelandesi dell'Auckland City)
2014: semifinalista (eliminato dai vanuatesi dell'Amicale)

## Rosa
| N. |                           | Ruolo | Calciatore         |
| -- | ------------------------- | ----- | ------------------ |
| 1  | Figi (bandiera)           | P     | Misiwane Nairube   |
| 2  | Figi (bandiera)           | C     | Avinesh Suwamy     |
| 3  | Figi (bandiera)           | A     | Mohammed Shazil    |
| 4  | Figi (bandiera)           | D     | Manasa Nawakula    |
| 5  | Figi (bandiera)           | C     | Sitiveni Cavuilagi |
| 6  | Figi (bandiera)           | D     | Simione Nabenu     |
| 7  | Figi (bandiera)           | A     | Ratu Dau           |
| 8  | Isole Salomone (bandiera) | A     | Darold Kakasi      |
| 9  | Figi (bandiera)           | A     | Abbu Zahid Shaheed |
| 10 | Figi (bandiera)           | C     | Ratu Nakalevu      |
| 11 | Figi (bandiera)           | D     | Ilimotama Jese     |
| 12 | Figi (bandiera)           | D     | Kishan Sami        |
| 13 | Figi (bandiera)           | C     | Malakai Rakula     |
| 14 | Figi (bandiera)           | D     | Sakaraia Naisua    |

| N. |                 | Ruolo | Calciatore          |
| -- | --------------- | ----- | ------------------- |
| 15 | Figi (bandiera) | A     | Saula Waqa          |
| 16 | Figi (bandiera) | C     | Malakai Tiwa        |
| 17 | Figi (bandiera) | C     | Narendra Rao        |
| 18 | Figi (bandiera) | A     | Sanaila Waqanicakau |
| 19 | Figi (bandiera) | C     | Kalaveti Sivoi      |
| 20 | Figi (bandiera) | A     | Amena Bolaitamana   |
| 21 | Figi (bandiera) | P     | Atunaisa Naucukidi  |
| 22 | Figi (bandiera) | P     | Josaia Ratu         |
| 23 | Figi (bandiera) | C     | Kini Madigi         |
| 24 | Figi (bandiera) | D     | Suliano Tawanakoro  |
| 25 | Figi (bandiera) | D     | Josaia Tuwai        |
| 26 | Figi (bandiera) | C     | William Valentine   |
| 27 | Figi (bandiera) | C     | Shivneel Singh      |